# Casa del Risco
La Casa del Risco o Casa del Mirador se encuentra ubicada al sur de la Ciudad de México, en el pueblo de San Ángel, al costado norte, donde se sitúa la Plaza de San Jacinto, y se extiende hasta la calle de la Amargura. Es una de las casonas de estilo colonial más representativas de San Ángel y cuenta con un destacado legado cultural. 
Desde 1958 es sede del Centro Cultural Isidro Fabela.

## Historia
La Casa del Risco tiene una larga historia que inicia en el siglo XVI con los frailes dominicos, quienes edificaron una ermita a su santo patrono San Jacinto; fueron los primeros propietarios de la zona donde construyeron un convento y después de varios años rentaron a particulares algunos lotes anexos, entre ellos los terrenos donde se ubica actualmente la Casa.
A mediados del siglo XVIII fue reconstruida por el arquitecto José Eduardo de Herrera, quien heredó la finca y la vendió al capitán Manuel de León en 1750. De acuerdo a los documentos resguardados en el Archivo Histórico Isidro Fabela, se sabe que después la Casa fue habitada por don Pedro Alcántara del Valle, Juez de la Balanza de la Real Casa de Moneda, quien construyó el segundo piso de la casa.
Fernández del Castillo comenta en su libro que la Casa del Risco o del Mirador que en 1847 sirvió de hospital para los heridos durante la Guerra de Intervención, y después de cuartel general para los yanquis, asimismo fue el lugar en el que se sentenció a los “patricios” (el batallón irlandés que se unió a la defensa mexicana contra los invasores y que tenía el escudo de San Patricio). Cabe destacar que el mirador de la Casa del Risco se convirtió en un icono emblemático, ya que vecinos y militares mexicanos, incluyendo a Manuel Payno y su familia, pudieron observar desde este lugar el desarrollo de la batalla mencionada anteriormente.
En diciembre de 1857, el reconocido escritor, periodista, político y diplomático Manuel Payno habitó la casa, cuando tuvo que ocultarse de sus enemigos por participar en un golpe de Estado contra el gobierno de Ignacio Comonfort; esta situación propició el inicio de la Guerra de Reforma, el 21 de enero de 1858.
A lo largo de su historia, la Casa del Risco ha tenido numerosos propietarios, y durante muchos años funcionó como vecindad. Entre los propietarios de la casa se encuentra el destacado diplomático, escritor y académico Isidro Fabela, quien la adquirió de los hermanos Ignacio, Manuel y Guadalupe Aguado Gómez en 1933.
Desde esa fecha Isidro Fabela y su esposa Josefina Eisenmann de Fabela se dieron a la tarea de restaurarla y decorarla como era en sus primeros años. Sin embargo, en 1958 decidieron donar la casa al pueblo de México a través de un fideicomiso del Banco de México, con mobiliario, pinturas, esculturas, artes aplicadas, la biblioteca y archivos, convirtiéndose en el primer museo donado por un particular.

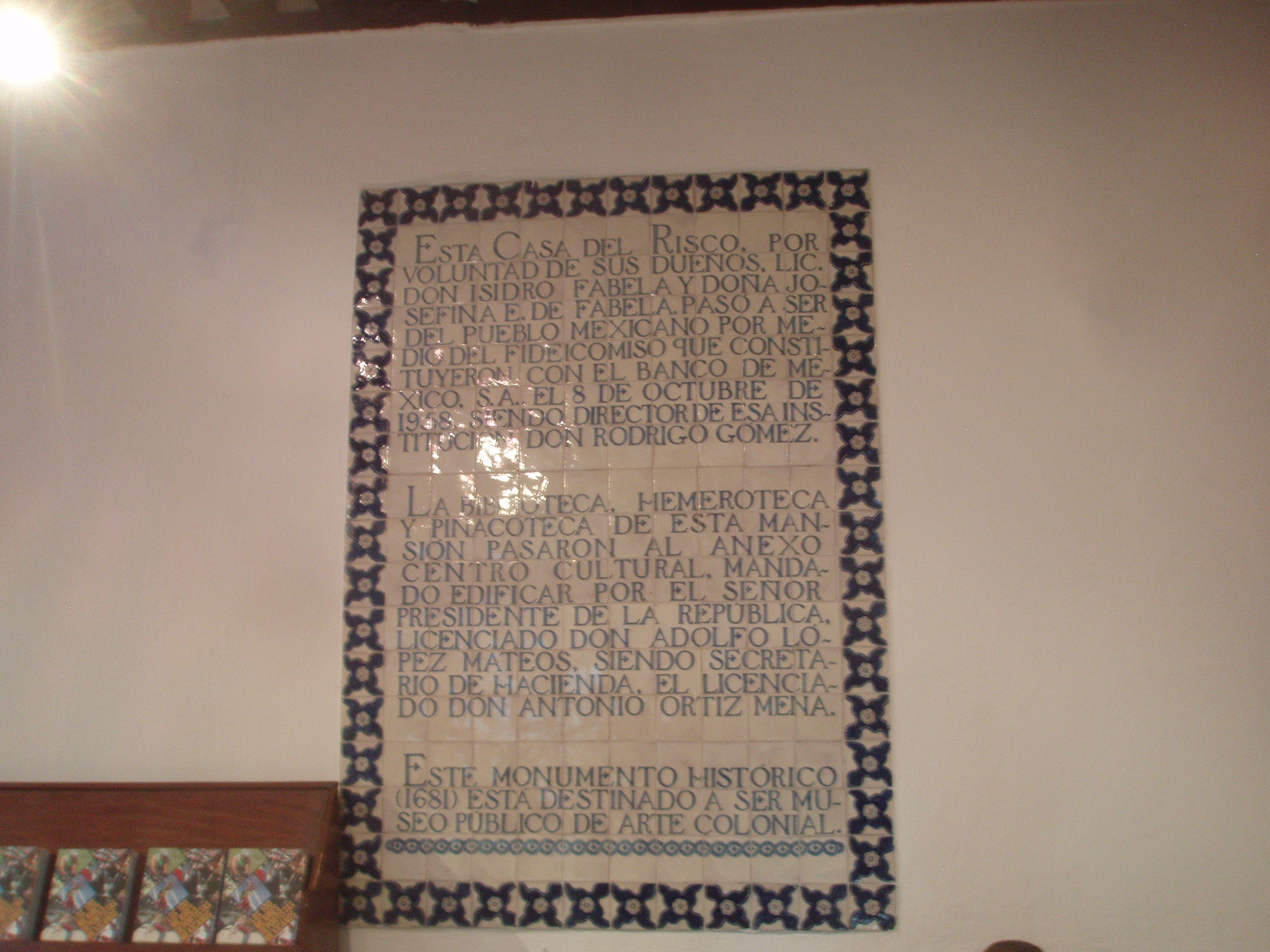
Leyenda en la Casa del Risco en la que se explica que pasó a ser propiedad del pueblo de México

En 1963 fue inaugurado el Centro Cultural Isidro Fabela, el Museo de la Casa del Risco y la Biblioteca, la cual incluye 18,000 volúmenes y el archivo personal de Venustiano Carranza, con la presencia del entonces presidente de México, el licenciado Adolfo López Mateos.

## Diseño

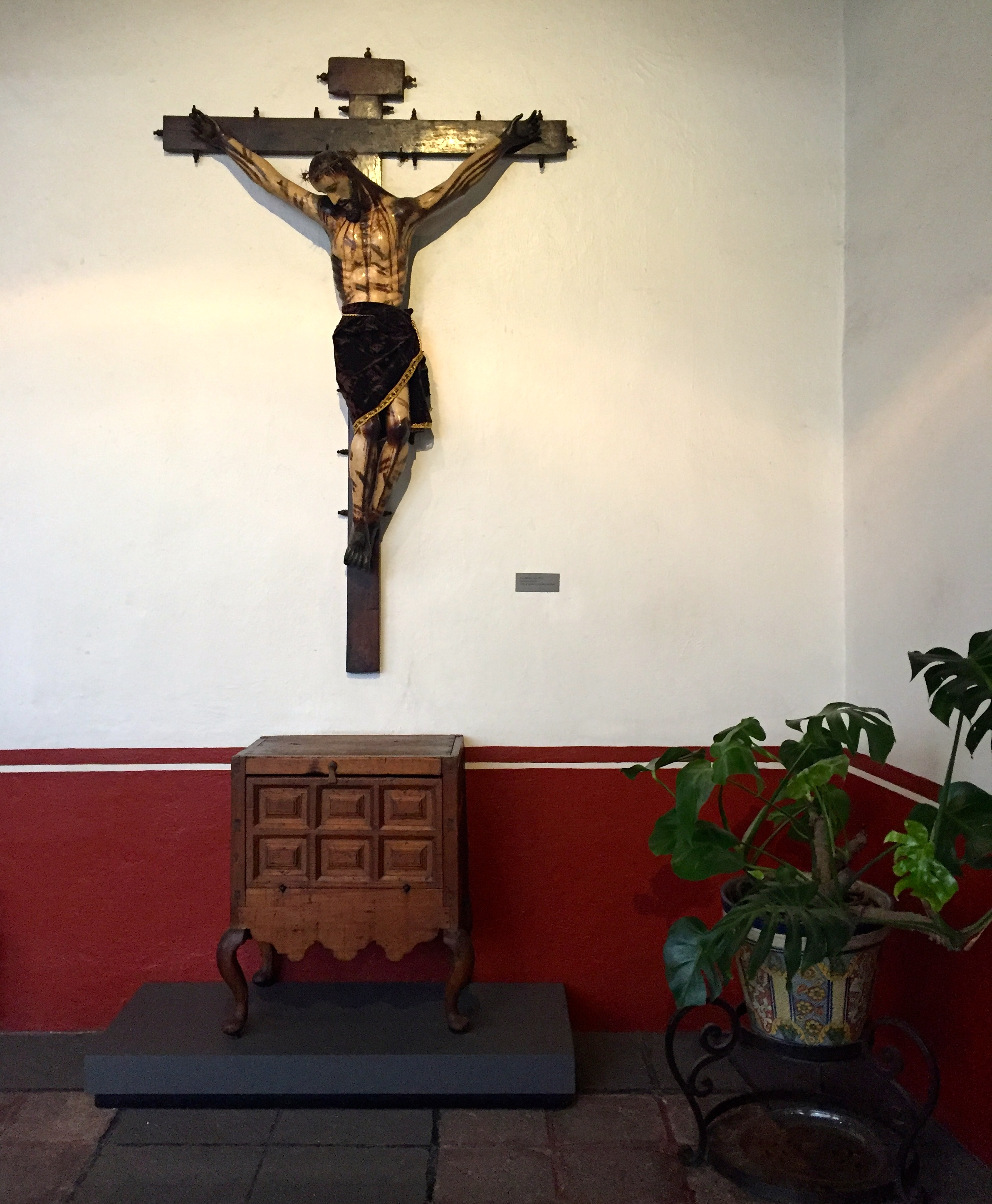
Crucifijo decorativo en la Casa del Risco

El diseño del edificio estuvo a cargo de los arquitectos Martínez Negrete y se realizó con fondos aportados por la Secretaría de Hacienda y Crédito Público, así como el Banco de México. El 2 de octubre de 1963, el presidente Adolfo López Mateos inauguró el centro cultural, en presencia de Isidro Fabela.

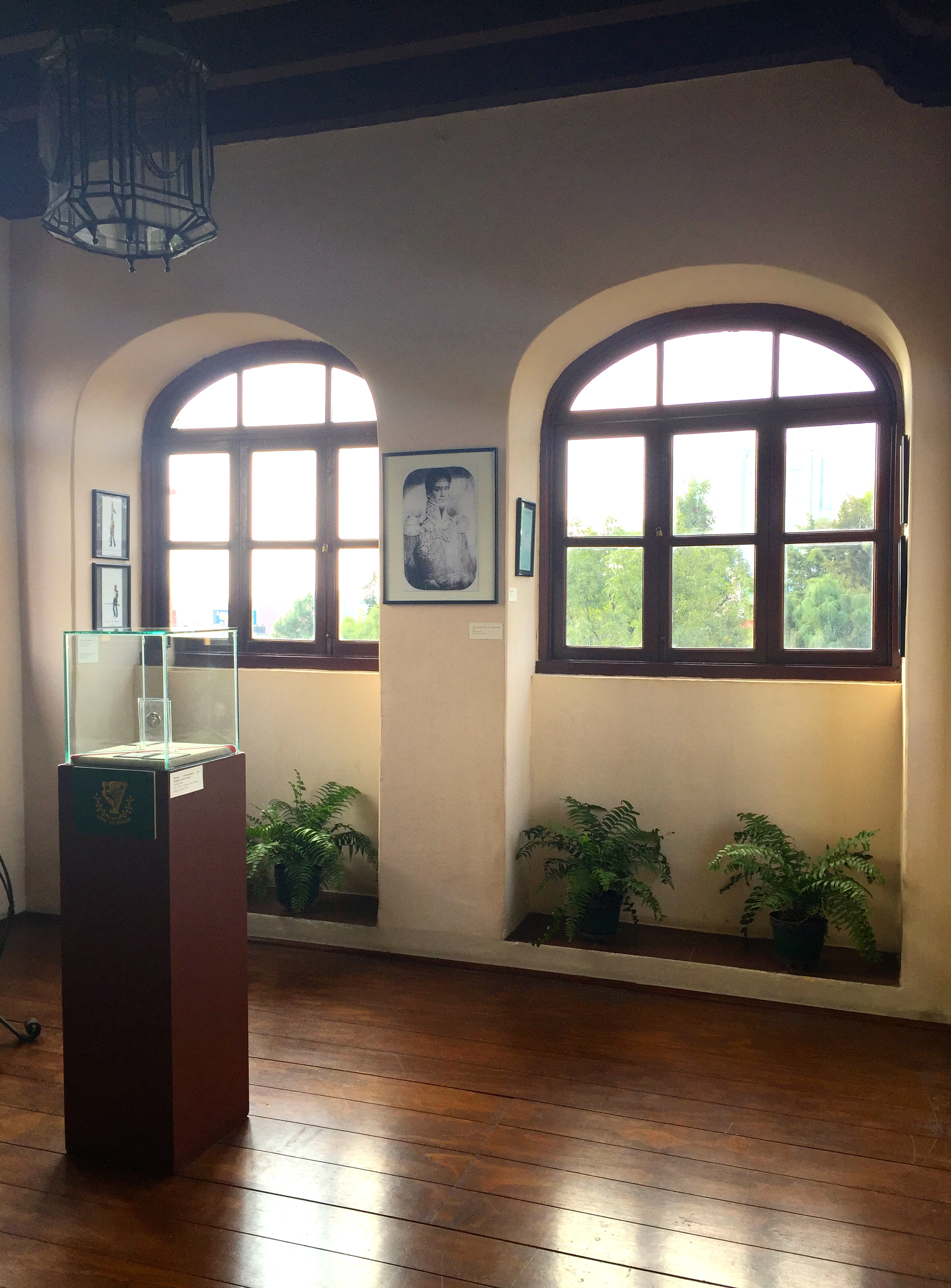
Mirador de la Casa del Risco

El Centro Cultural Isidro Fabela, de estilo neocolonial, sustituyó a una casa que funcionó como boliche en el siglo XIX. La Casa del Risco fue constituida en el siglo XVII, época en la que perteneció a Pedro Álcantara del Valle. 
La Casa del Risco cuenta con dos niveles que convergen en un patio central y otro posterior que acoge al jardín, lugar en donde se encuentra una escultura conmemorativa de Isidro Fabela. 

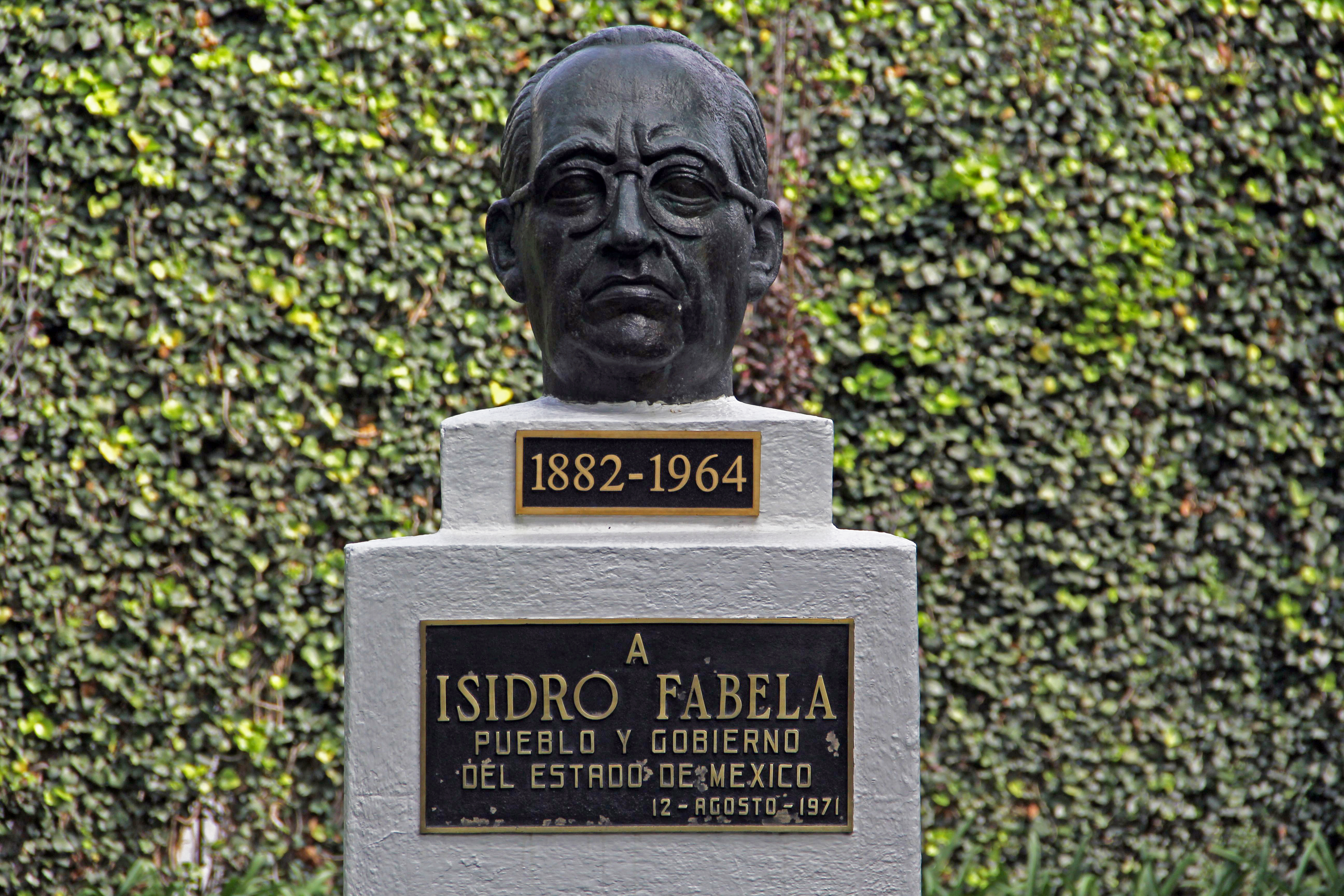
Escultura conmemorativa Isidro Fabela

Su fachada blanca, con remates de color rojo, tiene una composición simétrica respecto al portón y al balcón central, excepto el muro de la base del mirador, localizado en el costado derecho de la casa. A los lados de la entrada principal se disponen dos ventanas enrejadas. En el segundo piso se localizan algunas ventanas con marcos y balcones; por encima de ellas se pueden observar gárgolas coloniales que sirven como desagües pluviales. Sobre un arco yace la figura de la Virgen de Loreto, localizada en una parte estratégica de la fachada. Por debajo de la Virgen se distingue el relieve de un ángel que sirve como recordatorio de la traslación milagrosa de la casa en 1921. Por encima, se percibe una cornisa con una cruz al centro. Arriba, del lado derecho de la fachada, se observa el mirador con dos ventanas adornadas con arcos al frente. 

Uno de los espacios interiores más significativos de la casa es el patio central, donde se localiza la célebre Fuente del Risco, construida en la segunda mitad del siglo XVIII. El nombre de la fuente proviene del tipo de construcción en la que se empleaban platos, tazas y todo tipo de vajillas que se colocaban en los patios interiores de las casas; a esto se le conoce como risco.

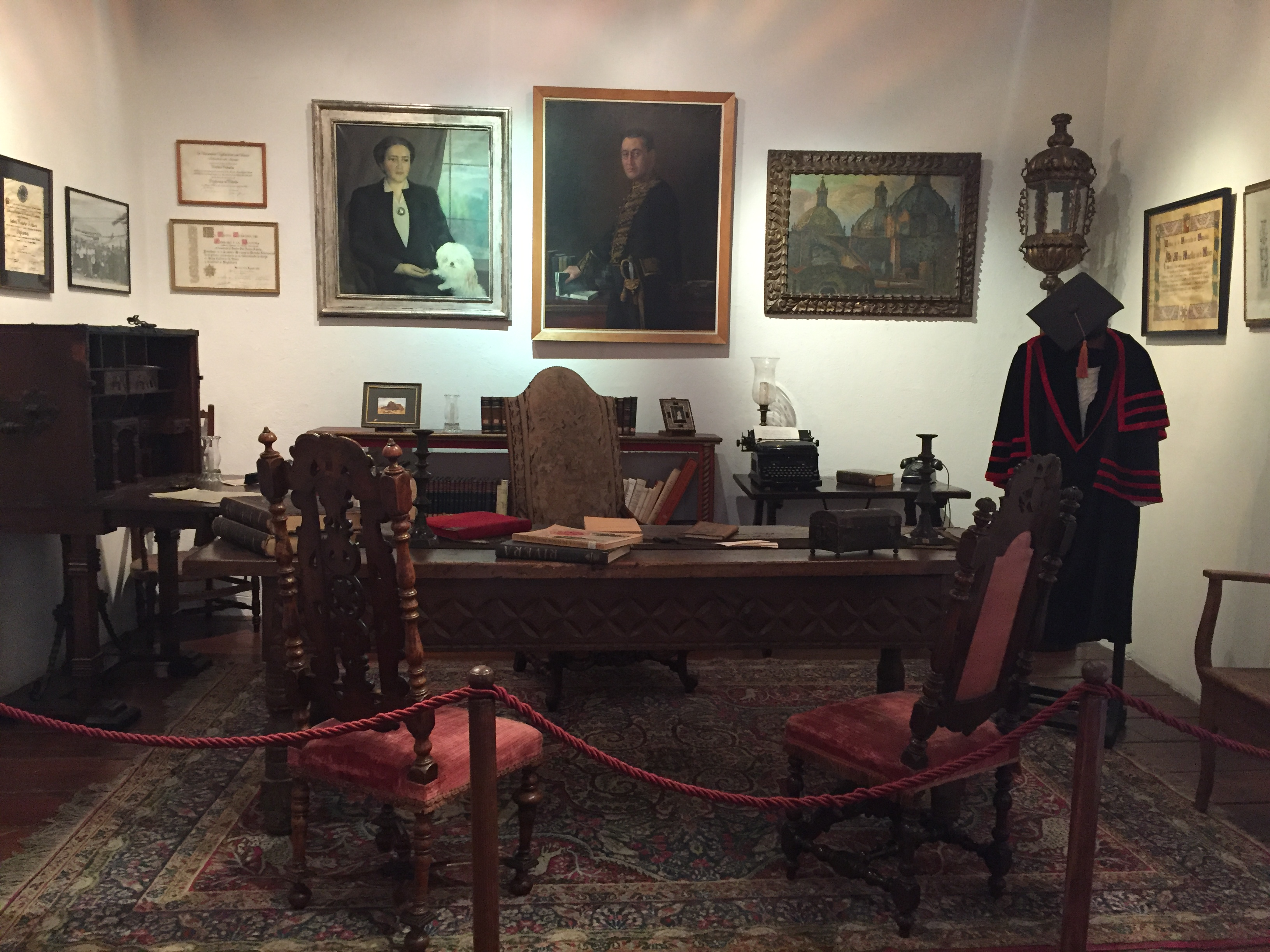
Estudio de Isidro Fabela

La monumental fuente se encuentra formada por restos de vajillas rotas de porcelana de China y de Japón, losetas, esculturas, jarrones y conchas de abulón. Los elementos que la conforman son de origen oriental y se exponen como evidencia del comercio con Oriente. En general se compone de dos pilares a los lados que sirven como soporte del arco redondo central, además en la parte central inferior cuenta con la escultura de una sirena tocando el violín, mientras que en la parte central superior posee una pequeña escultura de la Virgen de Loreto.
A su vez, se puede apreciar un arco con bases y remates escalonados que soporta una escultura de Sansón luchando con un león. Por otro lado, dentro de la coloración de las piezas destacan los tonos amarillos, azules, y blancos. El singular estilo de la fuente fue popular de la época; como ejemplo se encuentra documentada la fotografía de una casa en el centro de la Ciudad de México, que poseía un gran patio ornamentado con platos, jarrones y todo tipo de vajilla.
Parte del muro izquierdo del patio central también se encuentra decorado con fragmentos de vajilla, terraza y conchas. En la parte superior del mismo muro se muestran dos balcones, tres puertas y una ventana posterior. A los costados del patio se localizan los corredores con ventanas con zapatas de madera.
Entre 1989 y 1991 la casa fue parcialmente remodelada y dotada con instalaciones modernas para constituir el actual Museo Casa del Risco, en el cual se exhiben colecciones artísticas temporales en la planta baja y colecciones permanentes de Isidro Fabela en la planta alta que permiten apreciar el modo de vida de los Fabela; así como las costumbres, gustos y tradiciones de la época.

## El Mirador

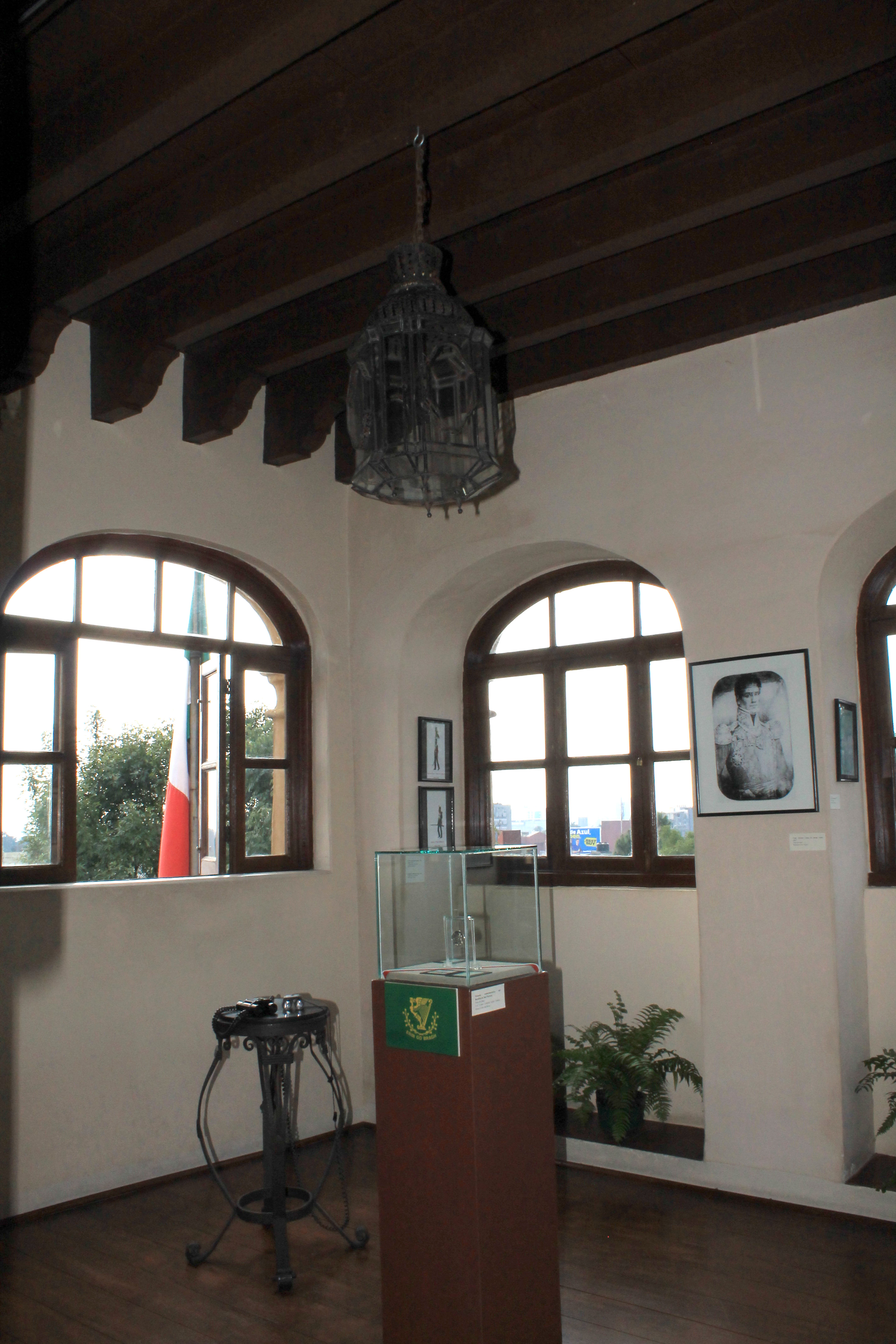
Mirador de la Casa del Risco

La Casa del Risco tiene una torre ubicada en el lado derecho de la fachada, la cual se mantenía cerrada hasta 2010 que se incorporó la escalera que permite el acceso. Además, se abrieron dos nuevas salas, una dedicada al antiguo barrio de San Ángel y la otra al Batallón de San Patricio, coprotagonista en la epopeya de la Invasión Americana de 1847.
Además de poseer colecciones, se realizan visitas guiadas, se desarrollan actividades y talleres culturales en el patio central, se organizan presentaciones de libros en la biblioteca, además de contar con lugar para conferencias y seminarios en el auditorio.
Por su gran belleza arquitectónica e importante interés histórico, la Casa del Risco es uno de los lugares más representativos de San Ángel en la Ciudad de México. La belleza y elegancia de su decoración interior sumada a la gran colección de arte que alberga como pinturas, esculturas religiosas de origen europeo y mexicano, y muebles, entre otros objetos, además de una extensa biblioteca y su simbólica fuente, han convertido a esta casa colonial en un albergue invaluable de cultura e historia de México.